# ガラテヤの信徒への手紙
『ガラテヤの信徒への手紙』（ガラテヤのしんとへのてがみ）は、新約聖書中の一書で、使徒パウロの手によるとされるパウロ書簡の一つ。著者パウロは小アジアの中部、ガラテヤという地域のキリスト教徒の共同体にあててこの手紙を書いている。本書は異邦人のキリスト教徒がユダヤ教の律法をどう考えればいいかという問題を扱っており、この問題は初代教会では重要な問題であった。『ローマの信徒への手紙』とならんでパウロの神学思想がもっとも明快に示された書簡であり、カトリック教会のみならず宗教改革後のプロテスタント教会へも大きな影響を与えた。『ガラテヤ人への手紙』、『ガラテヤ書』とも。また脚注などでは、とりわけ章節を伴う出典参照において、しばしば『ガラテヤ』『ガラ』等と略記される。

## 「ガラテヤ」とは
パウロが手紙を書いている「ガラテヤの教会」がどこにあったのかということについてはいまだに議論が続いている。一部の学者たちは「ガラテヤ」というのは小アジア北部にすんでいたケルト人の名称であったと考えるがこれはあくまで少数意見であり、大多数の学者たちは小アジア中部のローマ帝国での呼称が「ガラテヤ」であったと考えている。ただ、この地域には紀元前270年ごろにヨーロッパ中部から南下したケルト人が移住し、独自の文化と言語を保っていたことも事実である。『使徒言行録』にもパウロが「ガラテヤとフリギア地方」へ向かったという記述がある。

## 歴史的背景
『使徒言行録』（以下『使徒書』）16:6および『ガラテヤの信徒への手紙』（以下『ガラテヤ書』）1:8、4:13、4:19によればガラテヤの共同体はパウロ自身が創設したものである。信徒たちはかつて異教徒であったものがほとんどであった。この共同体はパウロが離れた後で、「異なる福音」を伝えるものたち（教師）が現れ、信徒の間に混乱をひきおこしていたことがうかがえる。パウロはこのような教えに耳を貸さないようガラテヤの共同体のメンバーたちに強く求めている。
書簡にあらわれる「反対者たち」とよばれる教師たちがどのような人々だったのかは意見が分かれるところであり、パウロの言葉からその思想を再構成するしか方法がない。現代の聖書学者たちの中で主流となっている見方は彼らが「ユダヤ教から改宗したキリスト教徒」であったということである。彼らは異教徒から改宗したキリスト教徒に対し、ユダヤ教の律法を完全に守るよう要求していたようである。本書簡からは、割礼、安息日の遵守、モーセの律法の遵守などを巡って意見が戦わされたことがうかがえる。パウロの言葉から推測すると、ユダヤ教からの改宗者たちはアブラハムを引き合いに出して、契約のしるしとしての割礼の意味を強調したようである。さらに彼らは義人ヤコブに従うエルサレムの教会を支持することでパウロの使徒として正統性に疑義を呈していたことがうかがえる。
また、このような教師たちの言動がガラテヤの信徒たちに大きな動揺を引き起こしたこともわかる。研究者によれば当時、異教から改宗したキリスト教徒たちは「アイデンティティーの喪失」に悩み、律法の完全な遵守という明快な指針を示した「教師たち」に魅力を感じていたと考える。
パウロはガラテヤの人々の精神的動揺を叱咤している。彼は自分の伝えた福音が「律法からの自由」そのものであったことを思い出させる。パウロは自らの改心の経緯と使徒としての資格の正当性、さらにエルサレム教会との関係について詳しく述べる。パウロは自らアブラハムの物語の意味を再解釈して人々に伝えている。

## 書簡の正統性
近代聖書学者の最初の一人フェルディナント・クリスティアン・バウアは、『ガラテヤ書』がパウロによるものでないと主張したが19世紀以降、この書簡がパウロ本人の手によるものであることを疑うものは少なく、もっともパウロらしい書簡とさえ言われる。
『ガラテヤ書』が真正なパウロ書簡であるという判断根拠は、そのテーマおよび様式にある。扱うテーマはパウロ文書によくあらわれるものであり、具体的な内容も『使徒書』と矛盾なく関連しあっている。なにより2:1-10においてパウロはエルサレムでの使徒会議を使徒書15章とは異なる視点から描いている。パウロの名を借りたその後の非真正書簡の多くはエルサレム会議に触れても、あくまで『使徒書』の記述をなぞることしかできないため、逆に『使徒書』にない詳細を書いていることが『ガラテヤ書』の真正さの証となっている。
本書簡の中心テーマは異教徒の改宗に関わる問題である。これは本書簡がまだほとんどのキリスト教徒がユダヤ教の出身だったキリスト教の最初期にかかれたことを示し、パウロの存命中にかかれたことも示す。本書に描かれる教会共同体はあくまでごく小規模なものである。

## 成立時期とあて先の問題
『ガラテヤ書』の成立時期とあて先については二つの有力な説がある。第一は北ガラテヤ説で、この書簡が『使徒書』18:23に書かれたパウロの第二回ガラテヤ訪問の直後に書かれたというものである。『ガラテヤ書』2:1-10に書かれたパウロのエルサレム訪問（使徒書15章の記事と対応）から考えれば成立は使徒会議の直後ということになるだろう。さらに『ガラテヤ書』と『ローマの信徒への手紙』の共通点を考慮すると、両書は同時期（おそらく紀元57年か58年の冬）、パウロのコリントス滞在中（『使徒書』20:2-3）にかかれたものということになる。どちらも同じ思想を中心としながら、『ガラテヤ書』は当地の共同体の要請にこたえる形で急いで書かれたもので、『ローマ書』はもっと計画的に体系的に書かれたとみることができる。
一方の南ガラテヤ説はパウロがエルサレムの使徒会議の直前あるいは直後、おそらくはエルサレムに向かう途上で書いたのではないかと考える。パウロはエルサレム訪問後に戻ったタルソスにおいて、もしくは南ガラテヤを尋ねた第一回宣教旅行の間に自分が創設した共同体に向けて手紙をかいていたとしている。

## 内容
『ガラテヤ書』は律法とキリスト教徒の関係について述べている。すなわち当時のユダヤ教徒およびユダヤ教出身のキリスト教徒たちが持っていた律法の遵守なしに人間は義化されえないという立場に対する反論の書という性格がある。冒頭部分で、パウロはなぜこの手紙が書かれることになったのかという次第について触れている。
第１章で、まずパウロは自らの使徒としての正統性をあらためて主張する。第2章から第4章においては律法を重視する人々によって福音の精神が傷つけられていると主張される。第3章ではガラテヤの信徒に対し、イエスを中心とした信仰ないしイエスの信（後述）にしっかりとどまり、聖霊の実りを受けるよう求めている。第4章はそこまで扱った問題のまとめと祝福、5章と6章はキリスト者の自由について述べられる。
『ガラテヤ書』と『ローマ書』は共に「義化が道徳的な行いや儀式によって得られるのでなく、神の恵みによってのみ与えられることの何よりの証であり、イエスを信じるものだけが受けられる神からの贈り物であることを示すものである」（イーストン聖書辞典）という。
6章11節においてパウロはこう述べている。「わたしは沢山の手紙を自分で書いています。」このような言葉が入っていることは、他人によって口述筆記した他の手紙と違い、この手紙はパウロが自ら認めているということを示唆している。このような末尾について、17世紀の聖書研究者ジョン・ライトフット（John Lightfoot）は「おそらく末尾までは筆記者に書き取らせ、最後の部分は自ら書いたのではないだろうか。」といっている。また「パウロの名を借りた手紙が他人によって書かれるようになると、パウロは自分自身の手紙であることを強調する一文を付加するようになったのではないかと思われる。『ガラテヤ書』の場合は、終わりの章をまるまるパウロが自分で書くことで、内容をまとめているのだろう。彼はギリシア語の大文字（ペリコイス・グランマシン）で書いたものと考えられるが、そこにもパウロという人間の熱情が感じ取れる」ともいう。

### イエスの信
『ガラテヤ書』2章16節から4章31節において、パウロはユダヤ人の伝統的宗教行為とキリスト教徒の信仰、すなわち「律法の行いに拠る」義と「イエス・キリスト（へ）の信に拠る」（ディア・ピステオース・イエースゥ・クリストゥ）義を対立させて論じる（2:16）。ギリシア語「ピステオース（主格：ピスティス）・イエースゥ」は、文法上、イエスに対する信（目的的属格）と、イエスの持っていた信（所有的属格）の二つの解釈の可能性をもつ。
伝統的に、西方キリスト教では(特にプロテスタントでは)この句を前者に解し、キリスト・イエスに対する信者の信が、信者を神と和解させ救済へ導くとするが、正教会には、この句を後者に解し、神人二性をもつイエスの人性において、その生涯全体に現れている神への信が、全人類の救いの根拠であるとする解釈がある。後者の解釈においては、その完き人間性において完き信を体現するイエスに、信者は洗礼を経て恩寵のうちに神秘的に体合し（5:27、また4:19-20を参照）、義とされ、救済されるとする。
なお1983年にリチャード・B・ヘイズがこの問題に関する論文を発表して以降は西方の研究者の間でも、この箇所の解釈として、後者と同様の所有的属格としての読みが強く支持されるようになった。日本では聖書学者の佐藤研、太田修司や田川建三、哲学史家の清水哲郎などが所有的属格としての解釈を取っている。